# Fernando Vida y Palacio
Fernando Vida y Palacio (mort el 13 de desembre de 1890) fou un polític i acadèmic espanyol, diputat i senador a les Corts Espanyoles durant la restauració borbònica.
Durant el regnat d'Isabel II d'Espanya fou elegit diputat pel districte de Madridejos (província de Toledo) l'u de febrer de 1861 en substitució de José Fernández Cueto, ocupant l'escó fins al 12 d'agost de 1863. Durant el sexenni democràtic fou escollit pel districte d'Aguadilla (Puerto Rico) a les eleccions generals espanyoles d'abril de 1872. Un cop produïda la restauració borbònica fou novament elegit diputat pel districte d'Orgaz a les eleccions generals espanyoles de 1876.
Posteriorment deixà el Congrés i passà a representar la província de Puerto Rico al Senat d'Espanya a les legislatures 1884-1885, 1885-1886, 1886, 1887, 1887-1888, 1888-1889 i 1889-1890. El 6 de maig de 1890 fou escollit acadèmic de la Reial Acadèmia de Ciències Morals i Polítiques. Va morir uns mesos després.